# Галя Дворак
Галина Володимирівна «Галя» Дворак Хасанова (нар. 1 квітня 1988, Київ, УРСР) — іспанська настільна тенісистка. 

## Біографія
Народилася в Києві. Коли їй було два роки її сім'я переїхала до Іспанії . Її батьки, Володимир Дворак та Флора Хасанова, також були міжнародними гравцями в настільний теніс  . Вона виграла бронзову медаль у командному заліку серед жінок на Середземноморських іграх 2009 року в Пескарі, Італія . Станом на травень 2019 року Дворак посідає 94 місце у світі у Міжнародній федерації настільного тенісу (ITTF).  Дворак є членом команди з настільного тенісу CN Mataró, тренерами є Пітер Енгель, Лінус Мернстен та її мати Флора Хасанова.  Вона також правша і використовує класичний хват.
Дворак дебютувала офіційно у 20 років на літніх Олімпійських іграх 2008 року в Пекіні, де вона виступала лише в інавгураційному командному заліку жінок. Граючи з Шень Янфей і Чжу Фаном, Дворак посіла третє місце в попередньому раунді пулу, загалом отримавши чотири очки, дві поразки від Японії та Південної Кореї та одну перемогу над австралійським тріо Мяо Мяо, Цзянь Фанг Лай, Стефані Санг Сю. 
Через чотири роки після змагань у своїй першій Олімпіаді Дворак здобула кваліфікацію до своєї другої збірної Іспанії у 24 роки на Літніх Олімпійських іграх 2012 року в Лондоні, отримавши місце на розподілі із заключного світового кваліфікаційного турніру в Досі, Катар.  Маючи максимум дві квоти на одну країну в одиночному турнірі, Дворак прийняла третє місце і, таким чином, брала участь лише в командному заліку серед жінок, разом зі своїми гравцями Сарою Рамірес та Шен Янфей. Дворак та її команда програли матч першого туру грізному китайському тріо Лі Сяося, Го Юе та Дін Нін, з рахунком 0:3 (4–11, 7–11, 12–14) .
На літніх Олімпійських іграх 2016 року вона брала участь лише в одиночному розряді серед жінок. Вона була заміною травмованій Каролі Грундіш.  У своєму першому матчі вона програла домашньому гравцеві Лін Гую.